# 朗茲 (密蘇里州)
朗茲（英語：Lowndes）是位於美國密蘇里州韋恩縣的非建制地區。

## 歷史
朗茲的郵局自1840年營運至今。

## 地理
朗茲所處的海拔為高於海平面135米（即443英呎），而該地所採用的時區為UTC-6，即北美中部時區（CST）。同時該地設有夏令時間，為UTC-6調快一小時，即UTC-5（CDT）。